# Comté de Caraman
Pour les articles homonymes, voir Caraman (homonymie).
Le comté de Caraman (ou de Carmaing, ou de Cramail) est un ancien comté faisant partie de l'ancienne région historique du Lauragais et assimilé à l'ancien « pays de Cocagne », lié à la culture du pastel et à l’abondance des productions céréalières, dit le « grenier à blé du Languedoc ».

## Histoire
En 1306, Bertrand III de Lautrec, vicomte de Lautrec, céda la grande terre de Lautrec à Philippe le Bel, et reçut en échange celle de Caraman ou Carmaing, et 16 paroisses qui en dépendaient, avec le rang de baronnie puis de vicomté. Le 20 mai 1321, Bertrand III vendit la vicomté de Caraman à Arnaud Duèze (Arnaud Ier de Carmaing), fils de Pierre Duèze (vers 1255-1326), frère du pape Jean XXII et seigneur de Saint-Félix.
En 1779, le roi Louis XVI incorpore le comté à la province du Languedoc.

## Territoire
Le comté de Caraman  comprenait les communautés d'habitants suivantes :
- Albiac, paroisse ;
- Cambiac, paroisse ;
- Caragoudes, paroisse ;
- Caraman, paroisse ;
- Francarville, paroisse ;
- Laclastre, paroisse, commune rattachée à Prunet en l'an VII, puis rétablie, puis rattachée à Francarville par ordonnance du 30 mai 1847 ;
- Lasbordes, communauté rattachée à Prunet dès le XVIIe siècle ;
- Loubens (Loubens-Lauragais par décret du 22 juin 1921), annexe de Francarville ;
- Mascarville, annexe d’Albiac ;
- Maureville, annexe de Caragoudes ;
- Mourvilles-Basses, annexe des Varennes ;
- Prunet, annexe de Saussens ;
- La Salvetat (La Salvetat-Lauragais par décret du 31 décembre 1929) ;
- Saune, communauté, rattachée à Caragoudes en l’an IV ;
- Saussens, paroisse, rattachée temporairement à Bourg-Saint-Bernard en l’an VIII ;
- Ségreville, annexe de Toutens ;
- Vendine, rattaché temporairement à Francarville en l’an IV.

## Administration
Le comté de Caraman relevait de la sénéchaussée du Lauragais.
Il relevait du diocèse puis archidiocèse de Toulouse.

## Vicomtes et comtes de Caraman

### Maison Duèze
- Arnaud Duèze (né vers 1290), Arnaud Ier de Carmaing ou de Caraman, est vicomte de Caraman, seigneur de Saint-Félix, seigneur de Négrepelisse et de Montricoux. Il s'est marié en 1317 à Marguerite de l'Isle-Jourdain, en 1317.
  - Arnaud II de Carmaing (vers 1320-vers 1371), marié 1° avec Alasie ou Adalasie de Castelnau, fille de Hugues III de Castelnau, baron de Castelnau et de Calmont d'Olt, d'où :
    - Hugues de Carmaing (vers 1360-vers 1437), vicomte de Caraman, seigneur de Saint-Félix, de Montmaur, de Venes, d'Auriac, de Saissac et de Lautrec, marié en 1398 avec Béatrix de Périlhes
      - Jean Ier de Carmaing (vers 1400-novembre 1479), baron de Saint-Félix, vicomte de Carmaing, seigneur de Négrepelisse et de Montricoux, sénéchal de Quercy, marié après 1427 avec Isabelle de Foix, dame de Navailles, fille héritière d'Archambaud de Foix-Navailles. Ses descendants relèvent le nom de Foix.
        - Jean II de Foix Caraman, mort en 1511, comte de Carmain, baron de Navailles et Saint-Félix, marié en 1461 avec Jeanne de Foix, héritière de la baronnie de Coarraze, fille de Mathieu de Foix.
          - Gaston de Foix Caraman, baron de Coarraze en 1492, condamné en Béarn à l'exil en 1504, comte de Carmain en 1511. Épouse (?) Clermontine.
            - Jean III de Foix Caraman, marié en 1518 avec Madeleine de Caupenne de Gaujacq
              - Odet de Foix Caraman, x Jeanne d'Orbessan
                - Jeanne de Foix Caraman, comtesse de Carmain, mariée en 1592 avec Adrien de Monluc-Montesquiou, prince de Chabanais, petit-fils du maréchal Blaise de Monluc
                  - Jeanne de Monluc et de Foix (†1657), comtesse de Carmain, princesse de Chabanais, dame de Montesquiou et de Saint-Félix, mariée en 1612 avec Charles d'Escoubleau de Sourdis
                    - François d'Escoubleau (†1707), marquis d'Alluye(s) au Perche-Gouët
                    - Paul d'Escoubleau (†1690), marquis de Sourdis
                    - Henri d'Escoubleau (†1712), prince de Chabanais

              - Paul de Foix, archevêque de Toulouse

        - Catherine de Carmain (née vers 1435)

  - Arnaud II de Carmaing (vers 1320-vers 1371 ; voir ci-dessus), marié 2° vers 1370 à Rosine ou Rose d'Albret
    - Arnaud de Carmaing, marié vers 1401 avec Marguerite d'Estaing-Cheylade
      - Anne de Carmaing, mariée avec Hugues des Prés (ou Prez), seigneur de Montpezat : Antoine est leur arrière-petit-fils,
        - Antoine des Prés, seigneur de Montpezat.

### Maison des Riquet de Caraman
La liste des comtes de Caraman : 
- Pierre-Paul Riquet (1609-1680), baron de Bonrepos ;
  - Jean Mathias Riquet (1638-1714), baron de Bonrepos, président au Parlement de Toulouse, marié à Marie-Madeleine Catherine de Broglie, fille de Victor-Maurice de Broglie ;
    - Victor Pierre François Riquet (1698-1760), marquis de Caraman, fils de Jean-Mathias Riquet, marié à Louise Madeleine Antoinette Portail, fille d'Antoine Portail. Il a reçu le comté de Caraman de son oncle Pierre-Paul II Riquet en 1722 ;
      - Victor Maurice de Riquet de Caraman (1727-1807), comte de Caraman, fils du précédent, marié à Marie-Anne Gabrielle Josèphe Xavier de Hénin Liétard, princesse de Chimay ;
        - Louis Charles Victor de Riquet de Caraman (1762-1839), comte puis duc de Caraman, marié avec Joséphine Léopoldine Ghislaine de Mérode ;
          - Victor Marie Joseph Louis de Riquet de Caraman (1786-1837), marquis de Caraman, tué en Algérie, marié à Marie-Anne Gabrielle Joséphine Françoise de Riquet de Caraman (1792-1823), fille de Maurice Gabriel de Riquet de Caraman ;
            - Victor Antoine Charles de Riquet de Caraman (1811-1868), duc de Caraman, marié à Victurnienne Louise de Berton des Balbes de Crillon ;
              - Victor Charles Emmanuel de Riquet de Caraman (1839-1919), duc de Caraman, sans descendance ;
              - Félix Alphonse Victor de Riquet de Caraman (1843-1884)
              - Georges Ernest Maurice de Riquet de Caraman (1845-1931), duc de Caraman, marié à Marie Adèle Henriette Arrighi de Casanova de Padoue
                - Ernest Félix Anne Antoine de Riquet de Caraman (1875-1958), duc de Caraman, marié à Hélène de Ganay ;
                  - Jean Victor de Riquet de Caraman (1916-2010), duc de Caraman, marié en secondes noces avec Elga Helena Sophie Schroers ;
                    - Philippe Jean Maurice Gerhard de Riquet de Caraman (1972- ), duc de Caraman

                  - Maurice Félix André de Riquet de Caraman

        - Maurice Gabriel Joseph de Riquet de Caraman (1765-1835), baron d'Empire ;
        - François Joseph de Riquet de Caraman-Chimay (1771-1843), comte de Caraman, fait prince de Chimay en 1824 ;
          - Joseph de Riquet de Caraman-Chimay, prince de Chimay ;

  - Pierre-Paul II Riquet (1644-1730), fils de Pierre-Paul Riquet, militaire, sans descendance, a acquis le comté de Caraman de Paul d'Escoubleau, marquis de Sourdis, en 1670. Il a légué le comté de Caraman à son neveu Victor Pierre François Riquet en 1722 ;

## Suppression
À la Révolution, le comté de Caraman fut inclus dans le canton de Caraman.